# Lantana lockhardtii
Lantana lockhardtii là một loài thực vật có hoa trong họ Cỏ roi ngựa. Loài này được D.Don ex Schauer mô tả khoa học đầu tiên năm 1851.